# جنگ یونان و ایتالیا
جنگ یونان و ایتالیا (انگلیسی: Greco-Italian War)، درگیری‌هایی میان این دو کشور از ۲۸ اکتبر ۱۹۴۰ تا ۲۳ آوریل ۱۹۴۱ بود. این درگیری بخشی از کارزار بالکان، میان نیروهای محور و نیروی‌های متفقین را آغاز کرد و در نهایت به نبرد یونان با مشارکت بریتانیا و آلمان نازی تبدیل شد.

## زمینه

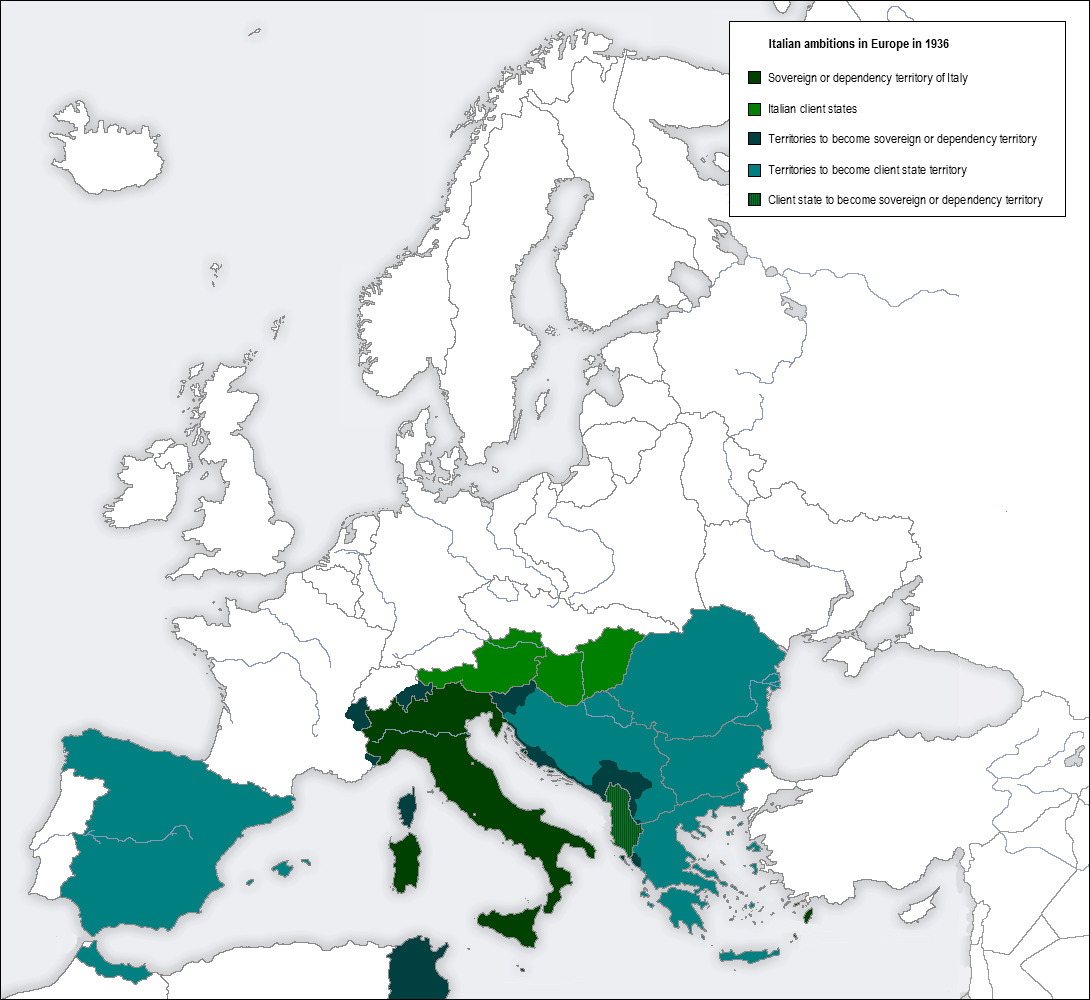
جاه‌طلبی‌های ایتالیای فاشیستی (۱۹۲۲ تا ۱۹۴۳) در سال ۱۹۳۶

در اواخر دهه ۱۹۲۰، نخست‌وزیر ایتالیا بنیتو موسولینی گفت که ایتالیای فاشیستی ایتالیای فاشیستی (۱۹۲۲ تا ۱۹۴۳) به اسپازیو ویتاله (فضای حیاتی)، خروجی برای جمعیت مازاد آن و اینکه کمک به گسترش ایتالیای امپریالیستی به نفع کشورهای دیگر است. رژیم خواهان هژمونی در حوضه مدیترانه – دانوب – بالکان بود و موسولینی فتح یک امپراتوری را تصور می‌کرد که از تنگه جبل‌الطارق تا تنگه هرمز گسترش داشت.
طرح‌هایی برای الحاق دالماسی و کنترل اقتصادی و نظامی پادشاهی یوگسلاوی و پادشاهی یونان وجود داشت. رژیم فاشیستی همچنین به دنبال ایجاد حامی بر جمهوری اول اتریش، پادشاهی مجارستان (۱۹۲۰–۱۹۴۶)، پادشاهی رومانی و پادشاهی بلغارستان که در حاشیه منطقه نفوذ ایتالیایی اروپا قرار داشت بود.
در سال ۱۹۳۵، ایتالیا حمله ایتالیا به اتیوپی را برای گسترش امپراتوری آغاز کرد. سیاست خارجی تهاجمی‌تر ایتالیا که «آسیب‌پذیری‌های» بریتانیایی‌ها و فرانسوی‌ها را آشکار می‌کرد و فرصتی را برای رژیم فاشیست برای تحقق اهداف امپریالیستی خود ایجاد می‌کرد.[ در سال ۱۹۳۶، جنگ داخلی اسپانیا جنگ داخلی اسپانیا آغاز شد و ایتالیا به قدری کمک نظامی کرد که نقش تعیین‌کننده ای در پیروزی نیروهای شورشی فرانسیسکو فرانکو داشت. «یک جنگ تمام عیار خارجی» برای اطاعت اسپانیا از امپراتوری ایتالیا، قرار دادن ایتالیا در بستر جنگ و ایجاد «فرهنگ جنگجویی» انجام شد.
در سپتامبر ۱۹۳۸، ارتش ایتالیا برنامه‌هایی برای حمله ایتالیا به آلبانی ترتیب داده بود، که در ۷ آوریل ۱۹۳۹ آغاز شد و در عرض سه روز بیشتر کشور را اشغال کرده بود. آلبانی سرزمینی بود که ایتالیا می‌توانست برای «فضای زندگی برای کاهش جمعیت بیش از حد خود» و همچنین پایگاهی برای توسعه در بالکان به دست آورد. ایتالیا در ژوئن ۱۹۴۰ به فرانسه حمله کرد، به دنبال آن یورش ایتالیا به مصر در سپتامبر انجام شد. طرحی برای حمله به یوگسلاوی نیز طراحی شد، اما به دلیل مخالفت آلمان نازی و فقدان حمل و نقل ارتش ایتالیا به تعویق افتاد.